# النظام التعليمي في كوريا الجنوبية
إن التعليم في جمهورية كوريا الجنوبية يسير بنظام 6- 3- 3- 4 فجميع الطلاب يختارون النظام السلمي للتعليم.

## النظام التعليمي
إن مدة الدراسة في المدارس الإبتدائية في كوريا الجنوبية الآن هي 6 سنوات، وفي المدارس الإعدادية 3 سنوات، وفي المدارس الثانوية 3 سنوات، لذلك أصبحت 6- 3- 3- 4 هي الفترات الدراسية في التعليم الكوري. وفي وقت الحكومة العسكرية الأمريكية بعد التحرير كان يوجد نظام 6- 6- 4 مدمجاَ مع نظام 6- 3- 3 ولكن بعد إنشاء حكومة لكوريا الجنوبية في عام 1949 تم وضع قانون للتعليم وتم تطبيقه بعد ذلك في عام 1951. ثم أخذوا في تعديله والإضافة إليه إلى أن وصل إلى شكله الحالي 6- 3- 3- 4. ولقد كانت هناك بعض المتطلبات التي لم تستطع تقسيمة الفترات هذه أن توفي بها، لذلك وبهدف الموائمة مع تلك المتطلبات وجدت بعض المواقف التي تعلم فيها الطلاب في مدارس غير المعتاد عليها. وفي تلك المواقف كان يتحتم على الطلاب أن يمروا باختبار لقدراتهم العلمية والأكاديمية حتى يستطيعوا الحصول على شهادة علمية ويتم الاعتراف بقدرتهم العلمية كمن تعلم في المدارس العادية بطريقة طبيعية.

## عملية تغير النظام التعليمي

### النظام التعليمي في الخمسينيات
في يوم 31 من شهر ديسمبر عام 1949 ناقش المشرعون المادة 86 المختصة بالتعليم الكوري في القانون وتوصلوا إلي أن تصبح الفترات الدراسية 6- 4- 2- 4. وبالفعل بدأ تفعيل تلك المادة من يوم 1 في شهر يناير من عام 1950. ولكن قبل تطبيق نظام اللاهوت، قامت الحكومة الكورية في شهر مارس من عام 1950 بتعديل جزء من القانون التعليمي. ثم في شهر مارس من عام 1951 قامت الحكومة الكورية مجدداَ بتعديل القانون التعليمي لتتغير الفترات الدراسية إلي 6- 3- 3- 4. وتذكر المؤسسات التعليمية في النظام التعليمي في الفقرة 81 من قانون التعليم وهي المؤسسات التعليمية التي تسبق المدرسة وهي الروضة، مؤسسات التعليم الأساسي وهي المدارس الإبتدائية، مؤسسات التعليم المتوسط وهي المدارس الإعدادية والمدارس الثانوية، مؤسسات التعليم العالي وهي مؤسسات التعليم الجامعي الأساسي والجامعات، مؤسسات تعليم معلمي المدارس وهي مدارس عادية أو جامعات.
كما تذكر أيضاَ المؤسسات التعليمية المجتمعية والتي تعتبر نظام تعليمي اَخر مكمل للنظام الأساسي وهي مثل: المراكز التعليمية المدنية، المراكز المدنية للتعليم العالي، مدارس الفنون، المدارس العليا للفنون، مدارس التعليم المميز وأخيراَ مدارس التعليم المتعدد. ولكن تظهر في قانون التعليم عدة مشاكل متضاربة بالنسبة للهوية التعليمية مثل: تصنيف نظام اللاهوت المذكور في القانون علي أنه ضمن التعليم العالي وهذا شيء خاطيء، كما يوجد عدم ترابط بين المدارس الإعدادية ومدارس الفنون وبين المدارس الثانوية، ويواجه خريجي المدرسة الإعدادية مشكلة في دخول المدرسة الثانوية، وهناك ايضاَ مشكلة وجود نظام سنتان دراسيتان للتحضير لدخول الجامعة في المدارس الثانوية وأربع سنوات تحضيرية بالنسبة إلي المدارس الفنية.
ولكي تصلح وزارة التعليم تلك المشكلات في النظام اللاهوتي جاءت في يوم 10 من شهر مارس عام 1951 وقامت بمراجعة الفقرة 118 من قانون التعليم وعدلت معظم النظام التعليمي بطريقة مناسبة. وعلي إثر ذلك وحدت وزارة التعليم سنوات الدراسة في المدرسة الثانوية وجعلتها 3 سنوات، وأبقت سنوات الدراسة بالمدرسة الإعدادية 4 سنوات ولكنها وضعت إمكانية دخول الطالب المدرسة الثانوية أو معهد تدريب المعلمين بعد إتمام دراسة 3 سنوات فقط، ومدت فترة الدراسة بمعهد تدريب المعلمين إلي 3 سنوات بدلاَ من سنتين، وخصصت دخول المعهد العالي للفنون إلي خريجي مدارس الفنون ذات نظام الثلاث سنوات. وايضاَ مكنت خريج المدرسة الثانوية ذات نظام الثلاث سنوات من الالتحاق بالجامعة الابتدائية ذات نظام السنتين، كما مكنت خريج المدرسة الإعدادية ذات نظام الأربع سنوات من الالتحاق بالجامعة الابتدائية ذات نظام الأربع سنوات.
فرضت حالة الطواريء التي تسببت بها الحرب الكورية وجوب تواجد نظام تعليمي مناسب. وعلي هذا الأساس تم تعديل الفقرة 178 من القانون التعليمي والتي تدور حول نظام التعليم في يوم 20 من شهر مارس عام 1950 بغرض إصلاح المشكلات التي ظهرت في النظام التعليمي. وبعد إصدار النسخة الثانية المعدلة من قانون التعليم، جاء التغير في الأمور المتعلقة بالنظام التعليمي مثل: مدة الدراسة بالمدرسة الإعدادية، مؤهلات الدخول إلي المدرسة الثانوية ومعهد تدريب المعلمين، مدة الدراسة بالجامعة الابتدائية، مؤهلات دخول الجامعة الابتدائية والجامعات. وكنتيجة لذلك تم تخفيض مدة الدراسة بالمدرسة الإعدادية إلي ثلاث سنوات، وتحدد هدف المدرسة الثانوية ومعهد تدريب المعلمين بأنهم يقبلون خريجي المدرسة الإعدادية. ومن ناحية اخري اشترط القانون أن يكون مؤهل دخول الجامعات الابتدائية ذات نظام الأربع سنوات هو أن يدرس خريج المدرسة الثانوية أو معهد تدريب المعلمين سنتين في الجامعة الابتدائية ذات نظام السنتين بدلا من إلغاء الجامعة الابتدائية ذات نظام الأربع سنوات المتصلة بالمدرسة الإعدادية ذات نظام الأربع سنوات ايضاَ. كما حدد القانون في هذا الوقت أن متطلبات الدخول إلي الجامعة الابتدائية هي نفسها متطلبات الدخول إلي الجامعات العادية. كان النظام التعليمي فعل حينها وكان مناسباَ لهذا الوقت هو 6- 3- 3- 4،
ويمكنك القول بأن هذا إجراء للاستفادة بأكبر قدر ممكن من فاعلية هذا النظام. وتستطيع القول ايضاَ أن فاعلية هذا النظام التعليمي تكمن في رغبة المواطن التي كانت أساس النظام التعليمي في فترة الخمسينيات وهي فترة الحرب، كما كانت ايضاَ هي اساس الإصلاحات التعليمية التي حدثت من أجل بناء التعليم من البداية في فترة ما بعد الحرب. وتستطيع القول بأن الإصلاحات الناتجة عن تعديل قانون التعليم الثاني الذي حدث في عام 1951 انشأت نظام تعليمي سلمي يقوم علي مباديء تؤكد علي الديمقراطية وقواعد تحافظ علي تكافؤ الفرص التعليمية. وكانوا يقسمون الطلاب في بداية ونهاية مرحلة التعليم الإعدادي ويشجعونهم علي الاهتمام بأجسادهم وعقولهم، وبشكل عام تم تحقيق المغزي من هذا القانون، ألا وهو أن تصبح السنوات التعليمية جميعها 16 سنة وأن يرتقي التعليم إلي المعايير العالمية. ولكن هذا النظام التعليمي كاد أن يغفل تماماَ عن مؤسسات التعليم المجتمعي، كما ظهرت مشكلة تضاؤل دور التعليم الفني مقارنة بالتعليم التثقيفي للإنسان. وظهرت مشكلة كبيرة ايضاَ في معاهد تدريب المعلمين التي تخرج معلمي المرحلة الإبتدائية حيث كانت معاييرها هي نفس معايير دخول المدارس الثانوية وهو مالم يكن صحيحاَ من ناحية تبادل العلاقات والخبرات بين المؤسستين.

### النظام التعليمي في الستينيات
في بداية الستينيات بدأ المسؤلون في مناقشة إصلاح النظام التعليمي بهدف تحسين التعليم وتحديث البلاد عن طريق التقدم الاقتصادي.فناقشوا العديد من القضايا بدايةَ بمناقشة الظروف التي تستدعي تطبيق نظام الفترات التعليمية 6- 3- 3- 4 في المجتمع الكوري، والنظر إلي قضية إتصال التعليم الإعدادي بالتعليم الثانوي ومدة الدراسة فيهما، وايضاَ مسألة مدة الدراسة في معهد تدريب المعلمين، كما ناقشوا وضع مؤسسات التعليم المكمل لمؤسسات التعليم اللأساسي وتوصلوا إلي أن هناك حاجة إلي الإصلاح في النظام التعليمي. ومن أجل هذا السبب قامت وزارة التعليم بتشكيل لجنة من خبراء التعليم والعاملين علي أبحاث تطوير التعليم وجعلت مهمتهم الأساسية هي القيام بإصلاحات في النظام التعليمي، وجمع التعديلات التي حدثت في الأنظمة التعليمية السابقة مثل نظام: 6- 5- 4 ونظام 5- 5- 3- 3 ونظام 6- 5- 2- 3 ونظام 6- 6- 4 ونظام 5- 7(4- 3)- 4 وإستغلالها في عمل إصلاحات علي النظام التعليمي الموجود. ولكنهم أجروا تعديلا جزئياَ في النظام الذي تواجد في هذا الوقت وهو 6- 3- 3- 4 دون تغيير البنية الأساسية للنظام.
فبالنسبة للتعليم الإعدادي وفي يوم 7 من شهر أغسطس عام 1963 في الفقرة 1387 من القانون أنشأوا المدرسة العليا للتعليم الفني وأعطوا حق الدخول لها إلي خريجي المدارس المتوسطة. وفي يوم 1 من شهر سبتمبر لعام 1961 في الفقرة 708 قاموا بإنشاء قانون مؤقت للحالات الخاصة في التعليم وحولوا الجامعات ذات نظام السنتين إلي معاهد. ثم في شهر أغسطس عام 1963 قاموا بتعديل القانون التعليمي مرة أخرى وألغوا معهد تدريب المعلمين، كما ألغوا النظام التدريبي في المدارس الإعدادية التي تعادل الجامعة الابتدائية ذات نظام السنتين،
ولكي يوجدوا منظمة متخصصة في البرامج التدريبية أعادوا معهد تدريب المعلمين ووحدوا سنوات الدراسة فيه وجعلوها 4 سنوات. وكنتيجة لذلك استطاعوا أن ينشأوا نظام تدريبي في المؤسسات التعليمية الابتدائية والإعدادية يرتقي لمستوي النظام في الجامعات. ثم تم إصلاح نظام الفصل الدراسي الواحد بعد تعديل قانون التعليم في شهر أغسطس من عام 1961 ولكن كالعادة تم تغيير هذا النظام الذي بدأ في يوم 1 من شهر إبريل وأصبح الفصل الدراسي الأول من يوم 1 شهر مارس إلي نهاية شهر أغسطس، والفصل الدراسي الثاني يبدأ من يوم 1 من شهر سبتمبر وينتهي في السنة التالية في نهاية شهر فبراير. وبهذا نستطيع أن نقول أن المؤلين قد أنشأوا المتطلبات الأساسية لإدارة النظام التعليمي. وأيضاَ جاءت وزارة التعليم في يوم 15 من شهر نوفمبر عام 1968 وأحدثت تعديل علي الفقرة 2045 في قانون التعليم ووضعت خظة لإنشاء كلية إعلام داخل الجامعة الوطنية. ونستطيع القول بأن تلك الإصلاحات في النظام التعليمي قد إنعكست علي المجتمع حيث زادت ظاهرة الطلب علي الفرص التعليمية في المجتمع ووضعت الأساس لنظام التعليم المستمر طوال الحياة.

### النظام التعليمي في السبعينيات
كانت السياسة التعليمية التي إنتهجتها وزارة التعليم في السبعينيات تتبع فكرة أنها إتفاقية تعليمية وطنية وأنه من أجل إستقرار الدولة يجب إعادة تشكل التعليم. وايضاَ في عملية إصلاح التعليم هذه يجب أن تختار الجمع بين طرق فاعلية التعليم وشموليته. وقد ركزت تلك الإصلاحات في النظام التعليمي علي طرق إستقراره من أجل تحقيق التقدم الاقتصادي. منذ عام 1963 تواجدت مشاكل في إدارة التعليم خاصة في المدرسة الفنية العليا ذات نظام الخمس سنوات لذلك كان تعديلها وإيجاد المكمل أو البديل لها امر حتمي. لذلك في يوم 1 من شهر يناير عام 1970 قامت وزارة التعليم بتعديل الفقرة 2175 من قانون التعليم وغيرت مدة الدراسة بالمدارس العليا للتعليم الفني من 5 سنوات إلي 2-3 سنوات وأحدثت فيها نقلة حيث ربطتها بالمدارس الثانوية وجعلتها مناسبة للصناعة العالمية. وبهذا وفي فترة قصيرة أصبحت مؤسسات التعليم العالي هي الجامعات التعليمية، الجامعات الابتدائية، المدارس الفنية والمدارس الفنية العليا. وبدايةَ من عام 1972 أخذت الإصلاحات التعليمي في الحدوث عن طريق تعديل قانون التعليم. وبسبب تلك الإصلاحات أخذت فرص التعليم في التوسع والازدياد كما تم التأكيد المساواة في التعليم في نصوص القانون، وحدثت تغييرات عديدة في التعليم خاصةَ في مرحلة التعليم العالي. في يوم 2 من شهر فبراير بدأ التحضير لإنشاء مدرسة تعليم بدني تعادل معايير المدرسة الثانوية وبالفعل أنشأوا مدرسة للتعليم البدني الرياضي. وفي نهاية شهر فبراير عام 1973 تم الإعلان عن إنشاء المدرسة العليا للإعلام، وفي يوم 10 من شهر مارس عام 1973 تم إنشاء قسم إعلام في المدارس الثانوية والإعدادية بشكل قانوني عن طريق تعديل قانون التعليم.
وعلي هذا الأساس تم تعديل فكرة المدرسة العليا للإعلام إلي أقسام في المدارس الثانوية والأعدادية في ديسمبر عام 1974. ومع هذا في عام 1972 بدأت المدرسة العليا للإعلام في عملها بجامعة سيول. وفي يوم 13 من شهر ديسمبر عام 1976 تم تعديل الفقرة 2980 من قانون التعليم وأنشأت مدارس ثانوية وإعدادية صناعية. وأنشأت مدارس ثانوية وإعدادية للطبقة العامة ذات نظام مسائي، وكان كل هذا بشكل قانوني. وعن طريق تلك الإجراءات تمت تقوية العلاقة بين المدرسة وبين الصناعة وإنشاء نظام متكامل بينهما، وأيضاَ تم الحفاظ علي فرص تعليمية للشباب العامل ووضعها في الحسبان. وإذا نظرنا إلي التعليم العالي في السبعينيات سنجد أنه قد تم إنشاء الجامعة الكورية الرياضية ومعهد تعليمي مميز هو معهد البيئة. وفي عام 1987 نجد أن الجامعة الابتدائية والمدرسة الفنية العليا والمدرسة الفنية قد توحدوا وتم تعديلهم ليصبحوا الجامعة الفنية. وفي عام 1979 تعدلت الجامعة الابتدائية والجامعات ذوات نظام الأربع سنوات، وتم إلغاء كلاَ من الدرسة الفنية العليا والمدرسة الفنية.

### النظام التعليمي في الثمانينيات

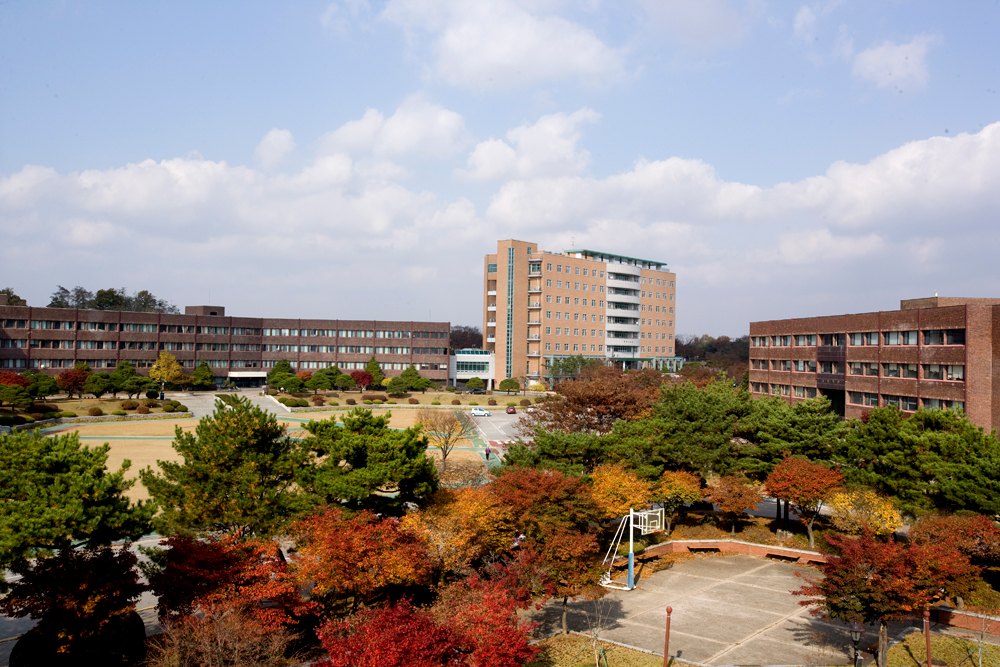
الجامعة الكورية للمعلمين

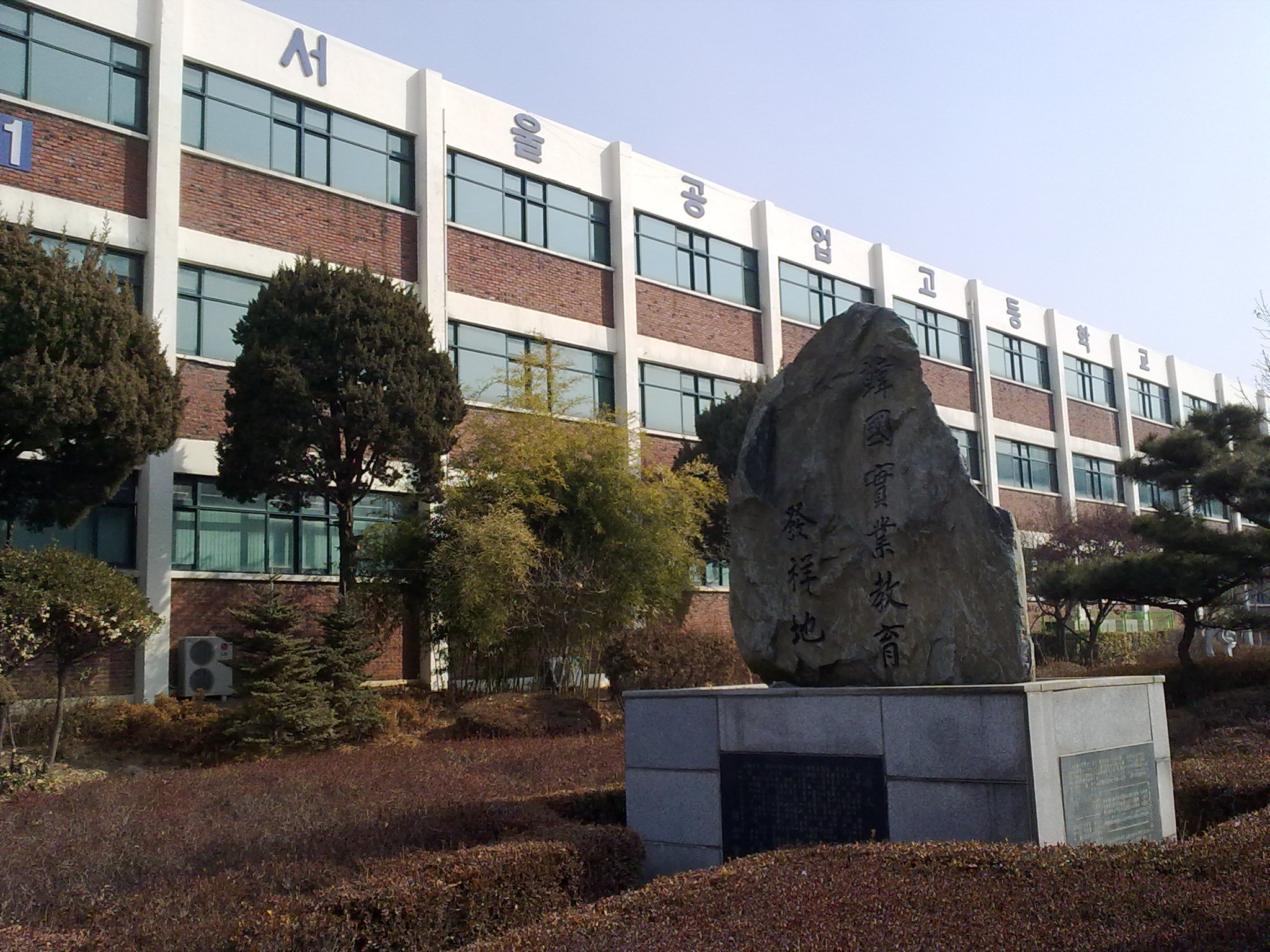
المدرسة الفنية العليا في سيول

منذ بداية الثمانينيات ذهب الإتجاه إلي جعل التعليم شيء مستمر طوال الحياة ولكل فرد، وقد هدفت الإصلاحات التي حدثت في التعليم إلي أن يكون التعليم فعال هو الاّ وليس كميته فقط. . ومن جانب النظام التعليمي ففي النصف الثاني من فترة السبعينيات كانت نتيجة دمج المنظمات التعليمية العالية مع الجامعة الفنية أن أصبحت المؤسسات التعليمية كالتالي: الروضة، المدرسة الإبتدائية (6سنوات)، المدرسة الإعدادية (3 سنوات)، المدرسة الثانوية (3 سنوات)، الجامعة الفنية (2- 3 سنوات)، الجامعة التعليمية (سنتان)، الجامعة (4- 6 سنوات)، جامعة الإعلام (سنتان)، المعاهد (2- 3 سنوات). وبخلاف ذلك المؤسسات التعليمية المكملة وهي: المركز المدني التعليمي (3 سنوات)، المدرسة العليا للتعليم المدني (3 سنوات)، مدرسة الفنون (1- 3 سنوات)، مدرسة الفنون العليا (1- 3 سنوات)، المدرسة الخاصة، المدرسة المتعددة. في يوم 12 من شهر فبراير عام 1981 قامت وزارة التعليم بتعديل الفقرة 3370 من قانون التعليم وجعلت الجامعة التعليمية 4 سنوات بدلاَ من 3 سنوات. وجعلت كلية الإعلام بالجامعة الابتدائية 5 سنوات كما خصصت قسم لدراسات الطفل دة الدراسة به سنتان. وقد تحسنت حالة التعليم الأساسي في المجتمع بسبب هذه الإجراءات. وكانوا في هذا الوقت يختارون المعلمين الأكفاء حتي يستطيعوا فيما بعد تطبيق سياسة المعيارية وتحسين جودة التعليم.
ولكي تستطيع وزارة التعليم تحقيق سياسة تعميم التعليم جاءت في يوم 20 من شهر مارس عام 1982 وقامت بتعديل الفقرة 3540 من قانون التعليم، وبناءَ عليه استطاعوا أن يعدلوا في فترات النظام التعليمي بشكل جزئي. . فأولاَ كمواكبة للإتجاه العالمي الذي يسمي التعليم المبكر بدأ الاهتمام بدراسات الطفل والتوسع في إنشاء روضة منفصلة عن المدرسة ومتصلة أيضاَ بالمدارس الإبتدائية، واصبحت الدراسات التي تخص مرحلة ما قبل المدرسة أقوي وأكثر من ذي قبل. وايضاَ منذ بداية عام 1985 بدأ نظام التعليم الإجباري من المرحلة الإعدادية، وبدأ الاهتمام بتوفير الفرص التعليمية المناسبة لخريج المدرسة الإبتدائية حتي يلتحق بالمدرسة الإعدادية. وأصبح معيار المدرسة الثانوية هو نفسه معيار المدرسة المتعددة، كما أنشأت الدرسة العليا للعلوم والمدرسة العليا للغات الأجنبية.
ولقد تعدلت الفئات داخل المدرسة الفنية العليا وأصبح هناك فئتان مميزتان وفئتان عامتان. كما أصبحت المدرسة الزراعية العليا تختص بزيادة بالتدريب علي إدارة الزراعة الخاصة. وفي شهر أبريل عام 1982 اصدر الرئيس قراراَ بإنشاء جامعة مفتوحة كما جعل التعليم العالي للجميع وطبق عليه مبدأ التعميم. وهذا بهدف مساعدة الطلاب في إنهاء التعليم المدرسي أو جني المعرفة والتخصص في مجال ما، أو إجراء أبحاث في الفنون وهذا لإظهار الفرص التعليمية في الجامعة الصغري. وفي عام 1984 تم تعديل قواعد إدارة الجامعة المفتوحة وإلغاء تلك الجامعة الصغري. وتضمينها في العملية التعليمية الجامعية وقد أدير هذا النظام عن طريق نظام رصد الدرجات. ثم في سنة 1985 تم إنشاء الجامعة الكورية للمعلمين، وفي عام 1980 أنشأت ايضاَ الجامعة الوطنية للضرائب التابعة لوزير المالية، وتم تعديل نظامها الدراسي في العام التالي لتصبح جامعة ذات نظام السنتين.